# 酒とたたみいわしの日々
『酒とたたみいわしの日々』（さけとたたみいわしのひび）は浜口乃理子による日本の漫画作品。

## 概要
『ミスターマガジン』（講談社）1995年11号 - 2000年3号他に連載。単行本全4巻。連載期間が多少長かったのと、作者のデビュー早々の連載だったこともあり、絵柄が最初と最後で著しく異なる。
女だてらで大酒飲み、のべつ酔っ払っている作者自身の愚行をそのまま漫画にしたもの。編集者との打ち合わせで、酔っ払った勢いで連載が決まったという。最終回は病院だという覚悟で書き始めたらしい。主人公は「のんちん」と自称。「酒飲み百番勝負」と銘打った酒飲み勝負をしている。相手は、高倉あつこ、池田貴族、土田世紀、弘兼憲史、郷田マモラ等ともっぱら漫画家。のんちん自身酒癖が良くなく、周りに迷惑をかける。タクシーの運転手はもちろん、列車の中で嘔吐したり、友人女性と飲んでラブホテルに泊まる羽目になったり（のんちんが酔い潰れたため）、酔った女性の友人を独身男性の部屋に置き去りにしたり狼藉の限りを尽くす。掲載誌の『ミスターマガジン』の休刊で連載は終了になる。漫画のネタと考えられるが、休刊はお前のせいだと、担当編集者になじられたらしい。
二ノ宮知子の『平成よっぱらい研究所』（『フィールヤング』（祥伝社）、1995年3月号 - 1996年9月号）と、内容的にはほぼ同じ。時期的にも重なっているが、絵柄と主人公（作者）の人柄・生活態度がかなり異なるので、盗作疑惑は生じていない。

## 単行本
講談社発行。また、2003年に同社より新装版として全3巻にて発行。
1. ISBN 9784063373080（1996年09月）
2. ISBN 9784063373578（1998年04月）
3. ISBN 9784063373981（1999年06月）
4. ISBN 9784063374346（2000年03月）